# Arnold I Huyn van Amstenrade
Arnold I Huyn van Amstenrade (omstreeks 1470 - voor 24 januari 1549), ook wel ‘’Arndt’’ genoemd, noemde zich heer van Geleen. Hij was de zoon van Gerard Huyn van Amstenrade en van Agnes van Printhagen. Hij was genoemd naar zijn grootvader Arnold van Printhagen. De naam Arnold was nadien kenmerkend voor de Geleense tak van de familie Huyn.

## Huwelijk en kinderen
Arnold huwde twee maal. In 1517 trouwde hij met Catharina van (den) Bongard. Enige jaren later stierf zij kinderloos. Arnold I was op dat moment ongeveer 50 jaar oud. Hiermee bestond de kans dat de Geleense tak uit zou sterven.

Zijn broer Caspar Huyn, van de tak Rivieren, had een ongeveer 25 jaar oude schoonzus Barbara van Maschereil, ook wel Henrica genoemd. Zij was een dochter van Hendrik van Maschereil, heer van Belligoy of Balgoy, en van Yolanda van Oy.

Arnold en Barbara huwden elkander in 1528. Kinderen uit dit tweede huwelijk waren:
- Arnold II Huyn van Amstenrade
- Agnes Huyn van Amstenrade, gehuwd met Gerard van Imstenraedt, heer van Mheer, overleden 1 maart 1572, begraven in de kerk van Mheer.
- Maria Huyn van Amstenrade, volgens contract van 23 januari 1556 gehuwd met Arnold Schenck van Nydeggen, heer van Hillenraad.

## Erfenis en verpanding

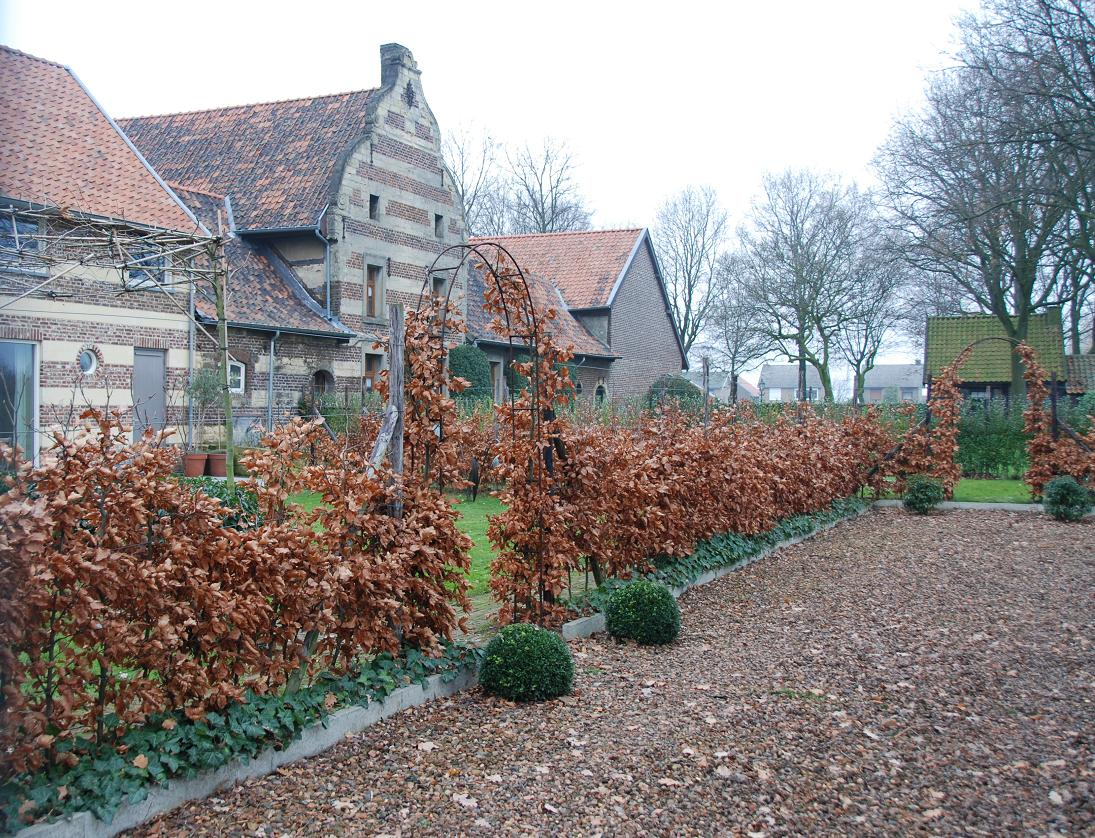
hoeve te Printhagen

Bij de dood van zijn vader, Gerard Huyn van Amstenrade, omstreeks 1510, erft Arnold de molen bij Jansgeleen en vermoedelijk de twee hoeven van Printhagen.

In 1514 werd hij beleend met de Hoef toe Geleen. Dit is de hoeve Genhoof in de Spaubeekse wijk Hoeve.

Tussen 1519 en 1533 leende Arnold de familie Van Lieck in totaal 1.220 Overlandse Rijnse goudgulden met als onderpand hun erfgoed te Musschenbroek. Arnold werd nooit eigenaar van dit landgoed, maar was er pandheer van.

## Uitbreiding van zijn landen
Vanaf 1514 was Arnold bezig om zijn bezittingen in Gelene (Geleen) verder uit te breiden. Op 14 juni 1531 ruilde Arnold vier bunder akkerland met de ridders van de Duitse Orde, die bij de in hun bezit zijnde Biesenhof en de hoeve Ten Eijsden met vier bunder in één stuk dichter bij huys ende hoef van Here Johans Geleen gelegen.
In 1534 kocht Arnold van de familie Rode van Opsinnich het leenhof (de mankamer), verbonden aan Heer Jansgeleen, waaraan 44 grote en 44 kleine lenen, meestal onder Spaubeek, Schinnen en Nuth leenroerig waren. Onder andere Stammenderhof hoorde hierbij. 
In 1541 verwierf Arnold de Bergerhof van Floris I van Palant. Deze hof lag tussen Driessche en Grijzegrubben en is voor 1880 afgebroken. Alleen de Bergerwerg bij hof Driessche herinnert nog aan het bestaan van de Bergerhof.

### Aankoop van Heer Jansgeleen

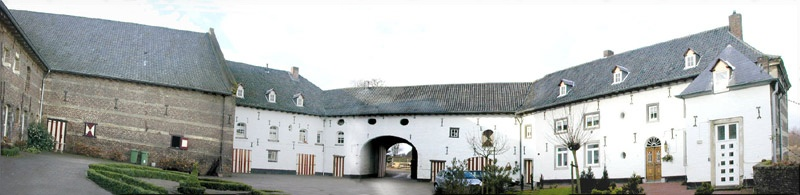
kasteelhoeve Heer Jansgeleen.

Het kasteel van Heer Jansgeleen werd van voor 1460 tot na 1538 in leen van Valkenburg gehouden door het riddergeslacht Rode van Opsinnich. Omdat de betaling van de renten van de lening aan de familie  Leeck (Lieck) op Heer Jansgeleen plaats moest vinden, kan hieruit worden opgemaakt dat Arnold hier reeds vanaf 1519 woonde. Op dat moment was alleen de molen eigendom van Arnold.

De familie Rode van Opsinnich bleef tot na 1538 eigenaar van Heer Jansgeleen, maar op 14 oktober 1544, na het overlijden van Dirk Rode van Opsinnich, verwerft Arnold het volledige bezit van dit goed. Arnold was toen ongeveer 75 jaar oud. Onder de familie Huyn gaat het kasteel de benaming Sint-Jansgeleen dragen.

## Bestuurlijke functie
Arnold was hiernaast ook bestuurlijk actief. In 1534 en 1535 was hij plaatsvervangend drost van het land van Valkenburg en velde hij vonnis tegen drie wederdopers uit de Visschersweert.
In 1539 was Arnold met Jean de Maschereil van Wijnandsrade collator van de kerk van Schinnen. Op voordracht van Arnold werd Godard Hoen tot pastoor benoemd.
Op 7 januari 1541 bevestigde de bisschop van Luik dat het patronaatsrecht van Spaubeek en Schinnen door Jan II Rode van Opsinnich aan Arnold Huyn was overgedragen.

### Heer van Geleen
Alhoewel Arnold I zich heer van Geleen noemde, hij ondertekende als heer van Geleen in 1535 het huwelijksverdrag tussen Johan van Strijthagen, stadhouder en voogd van het land van Valkenburg en Marije van Ghoyr, dochter van Johan erfvoogd van Ghoyr (Ghoor) en heer van Eys, was het feitelijk pas zijn zoon Arnold II die heer van Geleen was. De heerlijkheid Geleen werd namelijk pas op 20 januari 1558 verheven, na het overlijden van Arnold I.

## Overlijden
Voor 24 januari 1549 is Arnold overleden. Zijn weduwe, Barbara van Maschereil, stond namelijk op deze datum alle goederen die van Heer Jansgeleen afhankelijk waren, af aan haar zoon Arnold II Huyn van Amstenrade.